# Bargfeld-Stegen
Bargfeld-Stegen er en by og kommune i det nordlige Tyskland, beliggende i Amt Bargteheide-Land under Kreis Stormarn. Kreis Stormarn ligger i den sydøstlige del af delstaten Slesvig-Holsten.

## Geografi
Bargfeld-Stegen ligger nordøst for Hamborg, mellem kommunerne Nahe og Elmenhorst ved Bundesstraße 82.
I kommunen ligger ud over Bargfeld-Stegen landsbyerne og bebyggelserne Bargfeld-Rögen, Bornhorst, Gräberkate og Viertbruch, samt godset Stegen.